# Вэйл, Тоби
Тоби Вейл (англ. Tobi Vail, 20 июля 1969, Оберн, Вашингтон, США) — музыкант, музыкальный критик, феминистка. Родилась 20 июля 1969 в Олимпии, США. Одна из центральных фигур Riot Grrrl движения. Барабанщица, гитаристка и вокалистка в основанной ею группе Bikini Kill. Участница нескольких групп музыкальной сцены Олимпии.

## Биография
Тоби Вейл родилась в Оберне, штат Вашингтон, в семье родителей-подростков. Оба её дедушки а также отец были барабанщиками. Некоторое время семья жила в сельской местности штата Вашингтон, затем переехала в Олимпию, где Вэйл училась в средней школе. Свой первый концерт она посетила в 1984 году. Это было шоу группы Wipers. В 1988 году она переезжает в Юджин (Орегон), но спустя год возвращается.
Во время обучения в средней школе Вэйл помогала в работе радиостанции Колледжа Вечнозелёного штата. Время от времени она исполняла обязанности диджея. Эта работа помогла ей ознакомиться с инди-музыкой.
Одну из своих первых панк-рок групп, the Go Team, она основала вместе с Кэлвином Джонсом (Calvin Johnson) в 1985 году. Группа записала несколько компакт-кассет и девять синглов с инди-лейблом K Records. Первоначально в группе было только два человека: сама Вейл и Кэлвин. В таком составе группа гастролировала по западному побережью США в 1987 году. Для проведения ещё двух туров в 1989 году был приглашен Билли Каррен (Billy Karren). После того как the Go Team распалась, Вэйл участвовала в различных группах. В частности была барабанщицей в Some Velvet Sidewalk, с которой гастролировала в начале 90-х годов. С подросткового возраста Вейл пыталась создать исключительно женскую группу, чтобы «покорить мир и изменить видение музыки и политики», но эти попытки не увенчались успехом.

## ЗинJigsaw
В 1989 году Вэйл выпускает первый номер своего феминистского зина Jigsaw. В это время она работала в кафе вместе с Кэтти Вилкокс (Kathi Wilcox). Кэти была очень впечатлена тем напором, с которым Вэйл рассказывала о своей идее «группы только из девушек», включающей феминистические взгляды. Кэтлин Ханна случайно нашла второй выпуск Jigsaw, посвящённый гендеру, во время своих гастролей с группой Viva Knieval. Ханна отправила Вэйл материал для публикации в зине, и с этого началось их сотрудничество. В Jigsaw Вэйл написала о «angry grrls», комбинируя слово «girls» с мощным рыком «grr». Третий выпуск зина, выпущенный в 1991 году, был озаглавлен «angry grrrl zine». Вскоре Вэйл встревожило то, что Riot Grrrl сцена освещается в СМИ с мужских позиций. Дженис Рэдуэй отмечает, что у неё имеется экземпляр четвёртого номера Jigsaw (выпущенный в 1991 году), в котором много раз напечатано слово «grrrl», но одно из них зачёркнуто, «возможно самой Вэйл в знак протеста против популяризации термина».
Последний выпуск печатной версии Jigsaw увидел свет в 1999 году. В 2001 году Вэйл запустила блог, названный Bumpidee. В этом блоге был опубликован восьмой Jigsaw, куда вошли работы Алана Лихта (Alan Licht) и Бекки Алби (Becca Albee). Вэйл перенесла материалы на другой адрес в 2008 году. В середине 2013 года выпуски Jigsaw 90-х годов были архивированы Гарвардским университетом вместе с 20 000 других контркультурных зинов как объекты для исследования.

## Nirvana
Вэйл познакомилась с Куртом Кобейном в 1986 году, в тот период, когда общался с группой Melvins. С июля 1990 года состояли в романтических отношениях. Вдвоём они обсуждали возможность создания собственного музыкального проекта и записали вместе несколько песен. В конце концов эти песни исполнялись группой Nirvana. В октябре 1990 года в эту группу вступил Дэйв Грол, с которым стала встречаться Кэтлин Ханна, скрепив таким образом связи между Nirvana и новой Bikini Kill. Однажды Кэтлин написала на стене спальни Курта фразу «Kurt smells like Teen Spirit», имея в виду марку дезодоранта, которым пользовалась Вэйл. Кобейн, не знающий о дезодоранте, подумал, что во фразу заложен более глубокий смысл. Это послужило толчком к написанию песни «Smells Like Teen Spirit», ставшей одной из самых популярных у Nirvana. Вскоре Вэйл рассталась с Куртом, но они сохранили дружеские отношения.

## Bikini Kill
В октябре 1990 года Вэйл, Кэтлин Ханна и Кэти Уилкокс приняли решение создать группу с названием Bikini Kill. Вэйл играла на ударной установке и была вокалисткой на некоторых песнях. В начале 1991 года Вэйл и Уилкокс поменялись ролями бас гитаристки и ведущей вокалистки, и Уилкокс стала играть на гитаре. После долгих попыток подобрать подходящую для группы соло-гитаристку, девушки пригласили Билли Каррена (Billy Karren), поскольку он уже был известен в музыкальных кругах Олимпии и Вэйл была с ним знакома.
Для продвижения группы и разъяснения политических и социальных взглядов её участниц был создан одноимённый зин. Ханна, Вэйл и Уилкокс писали для него тексты. В первом выпуске Вэйл давала комментарии о панк-музыке и её чрезмерной актуализации на мужчинах. В частности, описывала «Фактор Йоко»: моменте, когда мужчина-музыкант заявляет девушке, с которой встречается, что она не может влиять на группу (отсылка на влияние Йоко Оно на распад The Beatles), и что девушка никогда не будет значить для него больше, чем эта группа. Посредством зина и рекламы Bikini Kill Вэйл выражала своё мнение, что мир изменится к лучшему, если количество создаваемых женщинами музыкальных групп будет увеличиваться до тех пор, пока не станет сопоставимым с количеством мужских.
Несмотря на частое искажение информации в СМИ и серьёзные случаи насилия на концертах, девушки продолжали свою работу в течение нескольких лет и на сегодняшний день (вместе с Bratmobile) считаются основательницами движения Riot Grrrl, в котором субкультура DIY слилась с феминизмом. Bikini Kill пытались вынести феминизм на панк-сцену, чтобы подорвать бытующие на ней мужское доминирование. Участницы группы боролись с мужской агрессией на своих шоу. Вэйл и остальные участницы группы призывали девушек создавать свои собственные группы. Эта основная идея быстро распространялась в андеграунд-сообществе среди сходно думающих поклонников, артистов, музыкантов и писателей.

## The Frumpies
В 1992 году, всё ещё продолжая работу с Bikini Kills, Тоби основала в Вашингтоне новую группу The Frumpies, в которой также приняли участие Уилкокс и Каррен, а также Молли Неуман (Molly Neuman) из Bratmobile и The PeeChees и присоединившаяся позднее Мишель Мае (Michelle Mae). Проект носил менее выраженный политический характер, чем у Bikini Kill или Bratmobile и имел другое музыкальное звучание. Группа гастролировала по США вместе с группой Huggy Bear в 1993 году и по Италии вместе с нойз-рок группой Dada Swing в 2000 году.
В 1993 году Вэйл запустила проект Bumpidee, недорогой метод по увеличению количества слушателей посредством распространения кассетных записей для групп, не подписавших контракт со звукозаписывающими компаниями. Это стало ещё одним выражением сильных DIY-принципов Вэйл. Проект был назван в честь детского шоу Bumpity. Одной из групп этого проекта стала Worst Case Scenario, куда входили Джастин Троспер (Justin Trosper) и Брендт Сандено (Brandt Sandeno), основавшие позднее группы Unwood.

## Дальнейшая карьера
Вэйл руководила отделом заказов фирмы Kill Rock Stars с 1998 по 2011 годы, после того как в 1992—1997 годах работала там неполный рабочий день. Помимо блога Jigsaw Вэйл ведёт блог «Tabitha Says» на сервисе Tumblr с августа 2008 года.
Вместе со своей сестрой Мэгги, Элисон Вольф (Alison Wolfe), Cat Power и участницами группы Sleater-Kinney в 2000 году Вэйл организовала первый фестиваль Ladyfest. Он был посвящён музыке, активизму и искусству и прошёл в Олимпии. Сёстры Вэйл выступили на фестивале как группа Frenchie and the German Girls. В соответствии с DIY-этикой Вэйл организаторы сделали бренд Ladyfest общественной собственностью, чтобы желающие могли самостоятельно организовывать подобные мероприятия. В середине 2004 года Вэйл совместно с гитаристом Джеймсом Маеда (James Maeda) бас-гитаристом и ударником Крисом Саттоном (Chris Sutton) основала группу Spider and The Webs. Сама Вэйл заняла место вокалистки и гатаристки, а также всместе с Саттоном играла на барабанной установке. Группа выступала на фестивале Ladyfest в Олимпии в 2005 году, и Вэйл рассказывала о Riot Grrrl движении и фестивалях в Брайтоне и Мадриде, прошедших под этим брендом в октябре 2005 года, во время европейский гастролей. В октябре 2006 года группа выпустила мини-альбом Frozen Roses. С 2006 по 2008 годы Вэйл играла на барабанной установке с группой The Old Haunts. Кроме того, выступала сольно, в том числе на фестивале в Барселоне в марте 2012 года.
После окончания Колледжа Вечнозелёного штата в 2009 году Вэйл стала работать как внештатный автор. Её работы публиковались такими журналами как NPR, Artforum, The Believer, Punk Planet и Maximumrocknroll. В настоящее время пишет ежемесячную колонку для eMusic и в сборнике Pussy Riot: A Punk Prayer for Freedom в The Riot Grrrl Collection от издательства The Feminist Press. Вэйл записала песню «Free Pussy Riot» в поддержку участниц группы Pussy Riot.